# Сарри (Ямайка)
Сарри (англ. Surrey) — наименьшее по площади из трёх исторических графств Ямайки. Административный центр графства — город Кингстон, одновременно являющийся центром прихода Кингстон и столицей всего государства.

## История
Все три графства Ямайки были образованы в 1758 году. Восточное графство Ямайки было названо в честь одноимённого графства на юге Англии.

## Население
По данным 2011 года, в графстве проживает 823 689 человек на территории 2 009,3 км². По плотности населения графство занимает 1-е место в стране — 409,94 чел./км².

## Достопримечательности
В графстве расположена гавань Кингстон, которая занимает седьмую строчку в списке самых крупных естественных гаваней мира. На берегу этой гавани, на западной оконечности косы Палисадос, находится город Порт-Ройал, «сокровищница Вест-Индии» и «одно из самых безнравственных мест на Земле», который на протяжении полутора столетий был торговым центром всего Карибского региона. Землетрясение 1692 года почти полностью уничтожило этот город.

## Приходы
Графство разделено на четыре прихода (на карте выделено жёлтым):
| Графство Сарри |                |             |                |                        |
| № на карте     | Приход         | Площадь км² | Население 2011 | Административный центр |
| 11             | Кингстон       | 21,8        | 96 052         | Кингстон               |
| 12             | Портленд       | 814,0       | 80 205         | Порт-Антонио           |
| 13             | Сент-Андру     | 430,7       | 555 828        | Хаф-Уэй-Три            |
| 14             | Сент-Томас     | 742,8       | 91 604         | Морант-Бей             |
|                | Графство Сарри | 2 009,3     | 823 689        |                        |